# Гырынвелер
Гырынвелер — остров на Дальнем Востоке России, расположенный в вершине Канчаланского лимана Берингова моря. Относится к территории Анадырского района Чукотского автономного округа.
Находится близ впадения в лиман рек Гырмэкууль и Канчалан, делит Канчаланский лиман на два рукава. Остров ровный и низкий, заросший травой, а у берегов кустарником. На его территории есть несколько мелких озёр. Гырынвелер окаймляет песчано-илистая осушка, особенно большая с юга. Средние глубины у острова составляют 6 м.